# Pierre Charles
Pierre Charles (ur. 30 czerwca 1954 w Grand Bay, południowa Dominika, zm. 6 stycznia 2004 w Roseau), polityk Dominiki.
Zaczynał karierę jako opozycjonista w okresie rządów premier Eugenii Charles, popierającej politykę USA. Był ministrem komunikacji i ministrem pracy w rządzie premiera Rosie Douglasa, po jego śmierci 2000 sam objął funkcję premiera; łączył ją czasowo z kierowaniem resortami spraw zagranicznych (2000-2001) i finansów (od 2001). Pozostał krytyczny wobec USA w swojej polityce zagranicznej, krytykując utrzymywanie embarga wobec Kuby i zajęcie Afganistanu; nawiązał stosunki dyplomatyczne z Libią.